# Olusegun Obasanjo
Olusegun Matthew Okikiola Aremu Obasanjo (Abeocutá, 5 de março de 1937), mais conhecido como Olusegun Obasanjo, é um líder militar e político nigeriano que serviu como chefe de estado militar de 1976 a 1979 e posteriormente como presidente da Nigéria por 2 mandatos consecutivos entre 1999 a 2007. Ideologicamente um nigeriano nacionalista, é filiado ao Partido Democrático do Povo.
Nascido na aldeia de Ibogun-Olaogun, em uma família de agricultores do ramo Owu dos  iorubá, Obasanjo foi educado em grande parte em Abeocutá. Juntando-se às Forças Armadas da Nigéria, onde sua especialidade era a engenharia, passou um tempo designado no Congo, Grã-Bretanha e Índia, alcançando a patente de major. Na última parte da década de 1960, ele desempenhou um papel importante no combate aos separatistas da Guerra Civil da Nigéria, aceitando sua rendição em 1970.
Em 1975, Murtala Mohammed tomou o poder em um golpe e estabeleceu uma junta militar. Após o assassinato de Mohammed no ano seguinte, os militares nomearam Obasanjo como chefe do governo. Após a  eleição presidencial de 1979, Obasanjo entregou o controle da Nigéria ao recém-eleito presidente civil, Shehu Shagari. Em 1993, Sani Abacha tomou o poder em um golpe militar. Obasanjo tornou-se um crítico franco dos abusos dos direitos humanos ocorridos sob o governo de Abacha. Em resposta, em 1995, Obasanjo foi preso, encarcerado e torturado. Enquanto estava na prisão, ele se tornou um novo cristão. Ele foi libertado após a morte de Abacha em 1998.
Entrando na política eleitoral, Obasanjo se tornou o candidato do Partido Democrata Popular para a eleição presidencial de 1999, que ele venceu confortavelmente. Ele foi reeleito na eleição presidencial de 2003. Influenciado pelas ideias do  pan-africanista, ele foi um forte defensor da formação da União Africana e serviu como seu  cadeira de 2004 a 2006 As tentativas de mudar a constituição para abolir limites de prazo não tiveram êxito e trouxeram críticas. Na aposentadoria, ele obteve seu doutorado em teologia pela Universidade Nacional Aberta da Nigéria.
Obasanjo foi descrito como uma das grandes figuras da segunda geração de líderes africanos pós-coloniais. Ele recebeu elogios por supervisionar a transição da Nigéria para a democracia representativa na década de 1970 e por seus esforços pan-africanos para incentivar a cooperação em todo o continente. Os críticos se concentraram em evitar as normas constitucionais e na percepção de que ele se interessou demais pelo poder durante sua presidência.

## Biografia

### Infância e educação: 1937-1958
Matthew Olusegun Aremu Obasanjo nasceu na vila de Ibogun-Olaogun, no sudoeste da Nigéria. Seu passaporte deu sua data de nascimento em 5 de março de 1937, embora isso tenha sido uma estimativa, e não há registros da data de nascimento de Obasanjo desde a época em si. Ele foi o primeiro de nove filhos, mas somente ele e uma irmã sobreviveram à infância.
Ele nasceu no ramo Owu do povo iorubá. A igreja da vila fazia parte de uma missão estabelecida pela Igreja Batista do Sul dos Estados Unidos e Obasanjo foi criado como Batista. Sua aldeia também continha muçulmanos e sua irmã mais tarde se converteria ao islamismo ao se casar com um homem muçulmano.
O pai de Obasanjo era agricultor e até os onze anos de idade, o menino estava envolvido em trabalho agrícola. Aos onze anos, ele começou sua educação na escola primária da vila local, algo incentivado por seu pai. Depois de três anos, em 1951, ele se mudou para a Baptist Day School no bairro Owu de Abeocutá. Em 1952, ele se transferiu para a Baptist Boys' High School, também na cidade. Suas despesas escolares foram parcialmente financiadas por doações do estado.
Obasanjo foi bem academicamente, e na escola tornou-se um membro afiado dos escoteiros locais Embora não haja evidências de que ele estivesse envolvido em nenhum grupo político na época, foi na escola secundária que Obasanjo rejeitou seu nome de "Matthew" como um ato de anticolonialismo. Enquanto isso, o pai de Obasanjo havia abandonado sua esposa e dois filhos.  Caindo na pobreza, a mãe de Obasanjo teve que trabalhar no comércio para sobreviver. Para pagar as despesas com a escola, Obasanjo trabalhou em fazendas de cacau e kola; pescou, coletou lenha e vendeu areia para construtores. Durante as férias escolares, ele também trabalhou na escola, cortando a grama e outros trabalhos manuais.
Em 1956, Obasanjo fez os exames da escola secundária, tendo pedido dinheiro emprestado para pagar as taxas de inscrição  Nesse mesmo ano, ele começou a cortejar Oluremi Akinlawon, a filha Owu de um chefe de estação. Eles estavam noivos para se casar em 1958. Saindo da escola, ele se mudou para Ibadã, onde conseguiu um emprego de professor. Lá, ele fez o vestibular para a Universidade de Ibadã, mas, apesar de ter passado no teste, afirma que não pode pagar as despesas. Obasanjo decidiu seguir uma carreira como engenheiro civil e, para acessar essa profissão, em 1958 respondeu a um anúncio de treinamento de cadetes no exército nigeriano.

### Início da carreira militar: 1958–1965
Em março de 1958, Obasanjo se alistou no exército nigeriano. Ele viu isso como uma oportunidade de continuar sua educação enquanto ganhava um salári.; Ele não informou imediatamente sua família, temendo que seus pais se opusessem. Foi nessa época que o exército nigeriano estava sendo transferido para o controle do governo colonial nigeriano, em preparação para uma independência total nigeriana antecipada, e houve tentativas em andamento para colocar mais nigerianos nativos nas fileiras mais altas de suas forças armadas. Ele foi então enviado para uma Escola Regular de Treinamento de Oficiais em Teshie, no Gana.
Quando estacionado no exterior, ele enviou cartas e presentes para sua noiva na Nigéria. Em setembro de 1958, ele foi selecionado para seis meses de treinamento adicional na Mons Officer Cadet School, em Aldershot, sul da Inglaterra. Obasanjo não gostava de estar lá, acreditando que era uma instituição classista e racista, e achou difícil se adaptar ao clima inglês mais frio e úmido. Reforçou suas opiniões negativas sobre o Império Britânico e seu direito de governar seus súditos colonizados. Em Mons, ele recebeu uma comissão e um certificado em engenharia. Enquanto Obasanjo estava na Inglaterra, sua mãe morreu. Seu pai morreu um ano depois.
Em 1959, Obasanjo retornou à Nigéria. Lá, ele foi destacado para Kaduna como um subalterno de infantaria do Quinto Batalhão. Seu tempo em Kaduna foi a primeira vez que Obasanjo viveu em uma área de maioria muçulmana. Foi enquanto ele estava lá, em outubro de 1960, que a Nigéria se tornou um país independente. Pouco depois, o Quinto Batalhão foi enviado ao Congo como parte de uma força de manutenção da paz das Nações Unidas. Lá, o batalhão estava estacionado na província de Kivu, com sede em Bukavu.
No Congo, Obasanjo e outros, eram responsáveis por proteger civis, incluindo colonos belgas, contra soldados que se rebelaram contra o governo de Patrice Lumumba. Em fevereiro de 1961, Obasanjo foi capturado pelos amotinados enquanto evacuava missionários católicos romanos de uma estação perto de Bukavu. Os amotinados consideraram executá-lo, mas receberam ordens para libertá-lo. Em maio de 1961, o Quinto Batalhão deixou o Congo e retornou à Nigéria. Durante o conflito, ele foi nomeado capitão temporário. Mais tarde, ele observou que o tempo gasto no Congo fortaleceu o "fervor pan-africano" de seu batalhão.
Em seu retorno, Obasanjo comprou seu primeiro carro e foi hospitalizado por um tempo com uma úlcera no estômago. Em sua recuperação, ele foi transferido para o Corpo de Engenharia do Exército. Em 1962, ele foi alocado no Royal College of Military Engineering, na Inglaterra. Lá, ele se destacou e foi descrito como "o melhor aluno da Commonwealth de todos os tempos". Nesse ano, ele pagou para Akinlawon viajar para Londres, onde ela poderia participar de um curso de treinamento. O casal se casou em junho de 1963 no cartório de Camberwell Green, informando apenas suas famílias após o evento. Naquele ano, Obasanjo recebeu ordem de volta para a Nigéria, embora sua esposa tenha permanecido em Londres por mais três anos para terminar seu curso.
Uma vez na Nigéria, Obasanjo assumiu o comando do Esquadrão de Engenharia de Campo, com sede em Kaduna. Dentro das forças armadas, Obasanjo progrediu constantemente entre as fileiras, tornando-se major em 1965. Ele usou seus ganhos para comprar terras, no início dos anos 60, obtendo propriedades em Ibadã, Kaduna e Lagos. Em 1965, Obasanjo foi enviado para a Índia. No caminho, ele visitou sua esposa em Londres. Na Índia, ele estudou na Faculdade dos Funcionários dos Serviços de Defesa em Wellington e depois na Faculdade de Engenharia em Poona. Obasanjo ficou horrorizado com a fome que testemunhou na Índia, embora se interessasse pela cultura do país, algo que o encorajou a ler livros sobre religião comparada.

### Golpes e a Guerra Civil: 1966-1970
Obasanjo voou de volta para a Nigéria em janeiro de 1966 para encontrar o país no meio de um golpe militar liderado pelo major Emmanuel Ifeajuna. Quase todos os envolvidos na organização do golpe eram do povo ibo do sul da Nigéria. Obasanjo estava entre os que avisaram que a situação poderia entrar em guerra civil. Ele se ofereceu para servir de intermediário entre os conspiradores e o governo civil, que transferiu o poder para o comandante em chefe militar Johnson Aguiyi-Ironsi. Quando o golpe falhou, Olusegun encontrou Ironsi em Lagos. Ironsi logo terminou o federalismo na Nigéria através de seu decreto de unificação em maio de 1966, algo que inflamava tensões étnicas. No final de julho, ocorreu um segundo golpe. Em Ibadã, tropas de origem nigeriana se rebelaram e mataram Ironsi, massacrando também cerca de duzentos soldados ibos. O general Yakubu Gowon assumiu o poder.

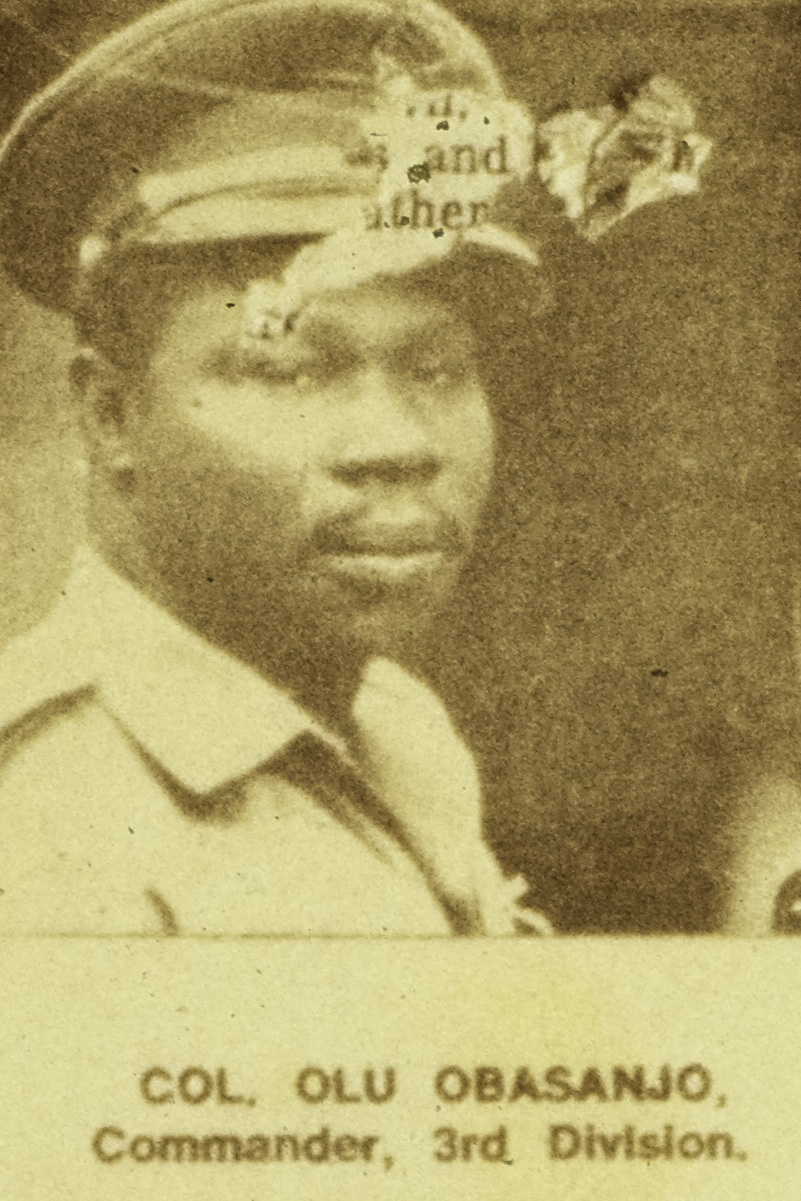
"Coronel Olu Obasanjo, comandante, terceira divisão".

Enquanto este golpe ocorria, Obasanjo estava em Maiduguri. Ao ouvir isso, ele rapidamente voltou para Kaduna. Lá, ele descobriu que as tropas do norte do Terceiro Batalhão estavam cercando, torturando e matando soldados ibos. O governador do norte da Nigéria, Hassan Katsina, reconheceu que, embora Olusegun não fosse ibo, como sulista ainda estava em perigo pelas tropas amotinadas. Para protegê-los, Katsina enviou Olusegun e sua esposa de volta a Maiduguri por dez dias, enquanto a violência diminuía. Depois disso, Obasanjo enviou sua esposa para Lagos, retornando ao próprio Kaduna, onde permaneceu até janeiro de 1967. Nesse ponto, ele era o oficial iorubá mais antigo presente no norte.
Em janeiro de 1967, Obasanjo foi destacado para Lagos como Engenheiro Chefe do Exército. As tensões entre os grupos étnicos ibos e do norte continuaram a crescer, e em maio o oficial militar ibo C. Odumegwu Ojukwu declarou a independência das áreas majoritariamente ibo no sudeste, formando a República de Biafra. Em 3 de julho, o governo da Nigéria enviou Obasanjo a Ibadã para servir como comandante do Estado Ocidental. Os combates entre o exército nigeriano e os separatistas de Biafran começaram em 6 de julho. Em 9 de julho, Ojukwu enviou uma coluna de tropas biafrenses sobre a ponte do Níger, na tentativa de tomar o centro-oeste, uma posição a partir da qual poderia atacar Lagos. Obasanjo procurou bloquear as estradas que levavam à cidade. O comandante iorubá Victor Banjo, que liderava a força de ataque de Biafran, tentou convencer Obasanjo a deixá-los passar, mas ele recusou.
Obasanjo foi então nomeado comandante da segunda divisão de Murtala Mohammed, que estava operando no Centro-Oeste. Baseado em Ibadã, Obasanjo foi responsável por garantir que a Segunda Divisão fosse mantida abastecida. Na cidade, Obasanjo ministrou um curso de ciências militares na Universidade de Ibadã e construiu seus contatos na elite iorubá. Durante a guerra, houve agitação popular no Estado Ocidental e, para evitar a responsabilidade por esses problemas, Obasanjo renunciou ao Conselho Executivo do Estado Ocidental. Enquanto Obasanjo estava longe de Ibadã, em novembro de 1968, aldeões armados mobilizados pela Associação Agbekoya dos agricultores atacaram a Prefeitura de Ibadã. Tropas revidaram, matando dez dos manifestantes. Quando Obasanjo retornou, ele ordenou um tribunal de inquérito sobre os eventos.
Gowon decide substituir o coronel Benjamin Adekunle, que liderava o ataque a Biafra, mas precisava de outro ioruba sênior. Ele escolheu Obasanjo, apesar da falta de experiência em combate deste último. Obasanjo chegou a Port Harcourt para assumir a nova posição em 16 de maio de 1969; agora ele estava no comando de entre 35.000 e 40.000 soldados. Ele passou suas primeiras seis semanas repelindo um ataque de Biafran a Aba. Ele percorreu todas as partes da frente e ficou ferido enquanto fazia isso. Essas ações lhe renderam uma reputação de coragem entre seus homens. Em dezembro, Obasanjo lançou a Operação Toque Final, ordenando que suas tropas avançassem em direção a Umuahia, que eles levaram no dia de Natal. Isso cortou Biafra ao meio. Em 7 de janeiro de 1970, ele lançou a Operação Tail Wind, capturando a pista de Uli em 12 de janeiro. Com isso, os líderes biafrenses concordaram em se render.
Em 13 de janeiro, Obasanjo se encontrou com o comandante militar de Biafran, Philip Effiong. Obasanjo insistiu que as tropas de Biafran entregassem suas armas e que uma seleção dos líderes do estado separatista fosse para Lagos e se entregasse formalmente a Gowon. No dia seguinte, Obasanjo falou na rádio regional, pedindo aos cidadãos que ficassem em suas casas e garantindo sua segurança. Muitos biafrenses e fontes da mídia estrangeira temiam que o Exército nigeriano comesse atrocidades generalizadas contra a população derrotada, embora Obasanjo estivesse empenhado em evitar isso. Ele ordenou que suas tropas na região permanecessem dentro de seu quartel, sustentando que a polícia local deveria assumir a responsabilidade pela lei e pela ordem. A Terceira Divisão, que era mais isolada, realizou ataques de represália à população local. Obasanjo foi duro com os autores, tendo açoitado os culpados de saques e os culpados de estupro. O governo de Gowon tornou Obasanjo responsável pela reintegração de Biafra na Nigéria, posição em que ele ganhou respeito por enfatizar a magnanimidade. Como engenheiro, ele enfatizou a restauração do abastecimento de água; em maio de 1970, todas as principais cidades da região foram reconectadas ao suprimento de água.

### Comando pós-guerra: 1970-1975
Em junho de 1970, Obasanjo retornou a Abeocutá, onde multidões o receberam como um herói que voltava. [44] Ele foi então enviado para Lagos como o brigadeiro que comandava o Corpo de Engenheiros. Em outubro, Gowon anunciou que o governo militar transferiria autoridade para uma administração civil em 1976. Enquanto isso, a proibição de partidos políticos continuava em vigor; Gowon fez pouco progresso no sentido de estabelecer um governo civil. Sob o governo militar, Obasanjo participou do comitê de descomissionamento, que recomendou reduções drásticas no número de tropas no exército nigeriano ao longo da década de 1970. Em 1974, Obasanjo foi para o Reino Unido para um curso no Royal College of Defense Studies. Ao retornar, em janeiro de 1975, Gowon o nomeou Comissário para Obras e Habitação, cargo que ocupou por sete meses, durante os quais foi amplamente responsável pela construção de quartéis militares.
Em 1970, Obasanjo comprou uma antiga empresa libanesa em Ibadã, empregando um agente para gerenciá-la. Em 1973, ele registrou um negócio, Temperance Enterprises Limited, através do qual ele poderia embarcar em empreendimentos comerciais depois de se aposentar das forças armadas. Ele também continuou a investir em imóveis; em 1974, ele possuía duas casas em Lagos e uma em Ibadã e Abeocutá. Surgiram rumores de que Obasanjo se envolveu na corrupção que estava se tornando cada vez mais difundida na Nigéria, embora nenhuma evidência disso tenha surgido. O casamento dele com Oluremi ficou tenso quando ela se opôs aos relacionamentos dele com outras mulheres. Em meados da década de 1970, seu casamento foi dissolvido. Em 1976, ele se casou com Stella Abede em uma cerimônia tradicional iorubá.
Em julho de 1975, um golpe liderado por Shehu Musa Yar'Adua e Joseph Garba expulsou Gowon. Eles não haviam informado Obasanjo de seus planos, pois ele era conhecido por criticar golpes como um instrumento de mudança de regime. Os conspiradores queriam substituir o regime autocrático de Gowon por um triunvirato de três brigadeiros cujas decisões poderiam ser vetadas por um Conselho Militar Supremo. Para esse triunvirato, eles convenceram Murtala Mohammad a se tornar chefe de Estado, com Obasanjo como seu segundo em comando e Danjuma como o terceiro. Ilife observou que, do triunvirato, Obasanjo era "o cavalo de trabalho e o cérebro" e era o mais ansioso por um retorno ao domínio civil. Juntos, o triunvirato introduz medidas de austeridade para conter a inflação, estabeleceu um Departamento de Investigação de Práticas de Corrupção, substituiu todos os governadores militares por novos oficiais que se reportaram diretamente a Obasanjo como Chefe de Gabinete, e lançou a "Operação Deadwood", através da qual eles demitiram 11.000 funcionários da sociedade civil. serviço.
Obasanjo renunciou ao cargo de chefe de estado e também renunciou ao exército em 1 de outubro de 1979, entregando o poder ao recém-eleito presidente civil Shehu Shagari.

## Prisão
Durante a administração de Sani Abacha (1993-1998), Obasanjo se manifestou contra os abusos dos direitos humanos do regime e foi preso em junho de 1995 por suposta participação em um golpe abortado com base em testemunhos obtidos por tortura.
Recordando sua experiência durante o julgamento do golpe, Obasanjo diz: “Meu dia mais triste foi quando me sentei em frente a um painel militar criado pelo ex-chefe de Estado Sani Abacha para me julgar por um golpe fantasma e condenado à morte e mais tarde comutada para 30 anos de prisão."

## Ideologia política

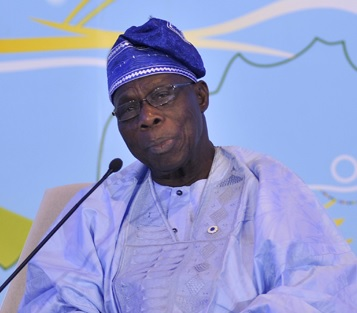
Olusegun Obasanjo em 2014

Ideologicamente, Obasanjo era um nacionalista nigeriano. Ele estava comprometido com uma forma de patriotismo nigeriano e com a crença de que a Nigéria deveria ser mantida como um único Estado-nação, em vez de ser dividida em termos étnicos. Em 2001, ele afirmou que seu objetivo a longo prazo era "a anulação de todas as formas de identificação, exceto a cidadania nigeriana". Ele argumentou que o desmantelamento da Nigéria ao longo de linhas étnicas resultaria na limpeza étnica e na violência que foram vistas durante as Guerras Iugoslavas da década de 1990. Ilife argumentou que o nacionalismo nigeriano de Obasanjo foi impactado tanto por seu destacamento da elite iorubá quanto por seu tempo no exército, onde trabalhou ao lado de soldados de uma ampla variedade de origens étnicas. Ilife achava que, embora Obasanjo fosse jovem demais para desempenhar um papel importante na luta anticolonialista pela independência nigeriana do domínio britânico, ele foi "marcado para sempre" pelo "otimismo e dedicação" do movimento pela independência.
No cargo, a tarefa de Obasanjo era garantir que a Nigéria funcionasse política e economicamente. Ao longo de sua carreira política, Obasanjo passou da crença nas vantagens do envolvimento do Estado na indústria pesada, que era comum na década de 1970, para um compromisso com o liberalismo de mercado que havia se tornado dominante na década de 1990. As decisões que ele tomava geralmente se baseavam em considerações políticas e não em princípios legais ou constitucionais, algo que foi motivo de preocupação para alguns de seus críticos.

## Vida pessoal
Obasanjo casou-se com sua primeira esposa, Oluremi Akinlawon, em Londres em 1963. Ela deu à luz seu primeiro filho, Iyabo, em 1967. Oluremi estava infeliz por manter relacionamentos com outras mulheres e alegou que a espancava. Eles se divorciaram em meados da década de 1970. Naquela década, ele também teve um relacionamento com o repórter Gold Orun, que lhe deu dois filhos. Ele se casou com sua segunda esposa, Stella Abede, em 1976, tendo a conhecido em uma visita a Londres. Em 1987, sua segunda esposa / ex-esposa, Lynda, foi ordenada a sair de seu carro por homens armados e foi morta a tiros por não se mover rapidamente. Em 23 de outubro de 2005, o Presidente perdeu sua esposa, Stella Obasanjo, primeira-dama da Nigéria, no dia seguinte à realização de uma abdominoplastia na Espanha. Em 2009, o médico, conhecido apenas como 'AM', foi condenado a um ano de prisão por negligência na Espanha e recebeu ordem de restituir a seu filho cerca de US $ 176.000.
Etnicamente, Obasanjo é iorubá, uma identificação cultural que ele refletiu em seu discurso e escolha de roupas. No entanto, ele sempre colocou em primeiro plano sua identidade nigeriana acima da iorubá, afirmando repetidamente que "sou nigeriano que é iorubá. Não sou iorubá que é nigeriano". Ao longo de sua vida, ele expressou uma preferência pela vida rural em detrimento da vida urbana. Ele foi um viciado em toda a vida. Ele foi caracterizado como tendo um senso de disciplina e dever e enfatizou o que via como a importância da liderança. Ele era meticuloso no planejamento. Obasanjo sempre enfatizou a importância de adiar para a antiguidade, um valor que aprendeu na infância. Ilife descreveu Obasanjo como um homem com "grande energia física e intelectual" que "exercia poder com habilidade e crueldade, às vezes sem escrúpulos, mas raramente cruelmente". Ele tinha, segundo Ilife, uma "notável capacidade de trabalho". Ele era cauteloso com dinheiro, vivendo modestamente e buscando segurança financeira investindo em propriedades.
Além de vários outros títulos de chefia, o chefe Obasanjo é o detentor do título de Olori Omo Ilu de Ibogun-Olaogun. Vários outros membros de sua família mantêm ou mantiveram chefias.

## Legado
Ilife descreveu Obasanjo como "o membro destacado da segunda geração de líderes africanos independentes que se dedicaram à consolidação de seus estados pós-coloniais".

Os críticos de Obasanjo acreditavam que ele havia sido corrompido pelo poder e que, particularmente durante seu segundo mandato, ele foi movido pela idéia de manter indefinidamente o poder para si.